# Drei Felsstufen (Mount Everest)
Die Drei Felsstufen (engl. Three Steps) sind drei markante Felsstufen auf dem Nordostgrat des Mount Everest. Sie liegen auf Höhen von 8564 m, 8610 m und 8710 m. Besonders der Second Step ist sowohl in historischer als auch bergsteigerischer Hinsicht bedeutsam. Jeder Bergsteiger, der auf der Normalroute von Norden aus den Gipfel besteigen möchte, muss diese drei Stufen überwinden.

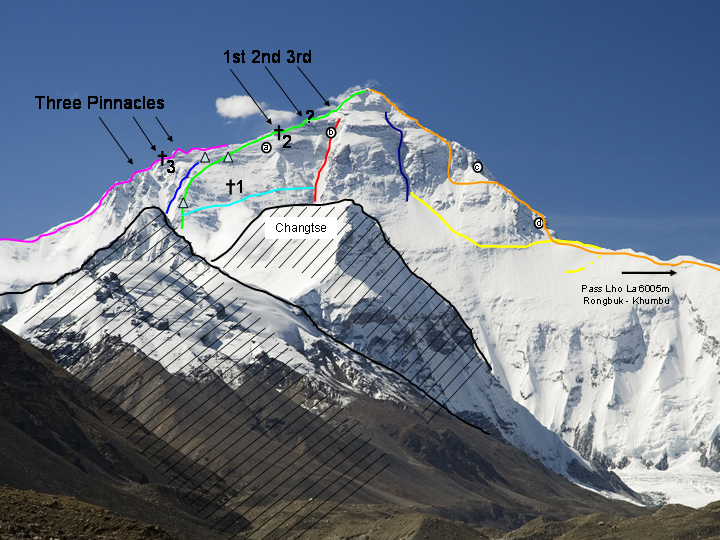
Nordwand des Mt. Everest, 1st, 2nd und 3rd bezeichnen die drei Stufen

Der First Step („Erste Stufe“) besteht aus groben Blöcken, die nur aufgrund der Höhe über dem Meer ein ernsthaftes Hindernis für geübte Bergsteiger sein können.
Der Second Step („Zweite Stufe“) ist die bekannteste der Felsstufen. Die Steilstufe mit einer Fußhöhe von 8610 m weist eine Kletterhöhe von etwa 40 Metern auf, von denen die letzten fünf fast senkrecht sind. Klettertechnisch entschärft wurde diese Stelle 1975, als ein chinesisches Team eine Leiter anbrachte, die seitdem von fast allen Bergsteigern genutzt wird.
Der folgende Third Step („Dritte Stufe“) ist wieder einfacher zu besteigen. Die Kletterhöhe beträgt etwa 10 Meter. Anschließend wird das Gipfelschneefeld erreicht.

## Wichtige Besteigungen des Second Step
Die britischen Mount-Everest-Expeditionen waren noch vor dem Zweiten Weltkrieg die ersten, die eine Besteigung des Mount Everest versuchten. Dabei mussten sie die Besteigung von Norden aus vornehmen. Die klettertechnischen Schwierigkeiten vor allem des Second Step waren damals noch unbekannt. Bis heute wird kontrovers diskutiert, ob George Mallory und Andrew Irvine, die bei einem Besteigungsversuch 1924 ums Leben kamen, mit den Mitteln ihrer Zeit den Second Step überwinden konnten und ihn möglicherweise erstiegen haben. 1960 gelang einer chinesischen Expedition eine (anfänglich nicht unumstrittene) Erstbegehung der kompletten tibetischen Nordroute, in deren Verlauf der Second Step durch Wang Fuzhou, Konbu und Qu Yinhua erstiegen wurde. Dabei wurde ein Schulterstand benutzt, um die letzten fünf Meter zu erklettern.
Der Step wurde erstmals 1985 vom Spanier Òscar Cadiach „frei“ geklettert, wobei er die festinstallierte Leiter zur Sicherung nutzte. Er bewertete die abschließende Schwierigkeit der Steilwand mit 5.7 bis 5.8 (V+ nach UIAA-Einstufung).
Der Österreicher Theo Fritsche kletterte den Step im Jahr 2001 Free Solo On Sight und kam zu einer ähnlichen Einschätzung. Conrad Anker erkletterte den Second Step 1999 und bewertete die Stufe mit der Schwierigkeit 5.10. Bei dieser Besteigung stützte sich Anker an der chinesischen Leiter ab. Im Jahr 2007 wiederholte Anker zusammen mit Leo Houlding die Besteigung, diesmal ließ er aber vorher die Leiter abnehmen, um den Step frei klettern zu können.